# Hoplít
Hoplít (starořecky ὁπλίτης, souvisí s pojmem hoplon – ὅπλον, což znamená zbraň nebo název kulatého štítu) byl starořecký pěší bojovník, bojující ve formaci zvané falanga.
Hoplíté se rekrutovali ze svobodných občanů jednotlivých poleis, kteří podléhali branné povinnosti. Hoplít býval vyzbrojen zhruba 2,5 metru dlouhým kopím určeným k bodání, kterému se říkalo dory, a mečem xífos, který byl oboustranně naostřený. Zpravidla měli hoplíté bronzovou zbroj, která se lišila podle finančních možností jednotlivých vojáků. Součástí zbroje byla korintská přilba (její váha je až 5 kilogramů), holenice a kulatý dřevěný štít pokrytý bronzem, jemuž se říká hoplon. Tento štít se časem postupně zvětšoval, posléze vážil něco kolem devíti kilogramů, což ovlivnilo i taktiku boje. Hoplíté měli také destičkové brnění vytvořené z několika vrstev různých kůží, které dokázalo zastavit i šíp.[zdroj⁠?!] Podle Homéra byla bitva vedena pružně vpřed a vzad. Vojsko se po útěku opět shromáždilo a přešlo do protiútoku. Po zvětšení štítu se boj stal více statický. Pokud byla jedna strana na útěku, muselo vyvíjet aktivitu druhé křídlo vojska, protože mnoho bojovníků při útěku svůj velký těžký štít odhodilo. Jít znovu do bitvy bez štítu bylo nemyslitelné. Obě křídla společně tak byla houževnatější, ale i rychlejší a operativnější.
Hoplíté tvořili tradičně silný střed řeckých vojsk. V bitvách měli úlohu obránců lučištníků a jezdců.[zdroj⁠?!] Hoplíté hráli významnou roli na přelomu 5. a 4. století př. n. l. v Peloponéské válce. Hoplíté bojovali v uzavřených formacích, tzv. falangách.
Doba užívání tohoto typu vojáků nebyla s určitostí zjištěna. Antické prameny hovoří pouze o „dlouhém období“, které ale nikdy nebylo upřesněno.

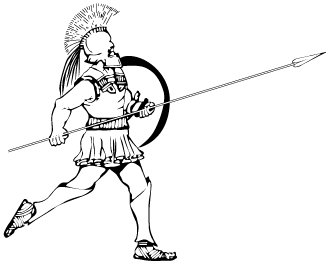
Hoplit
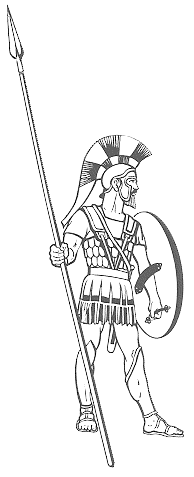
Hoplit
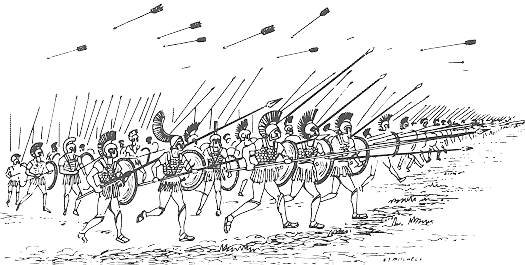
Falanga
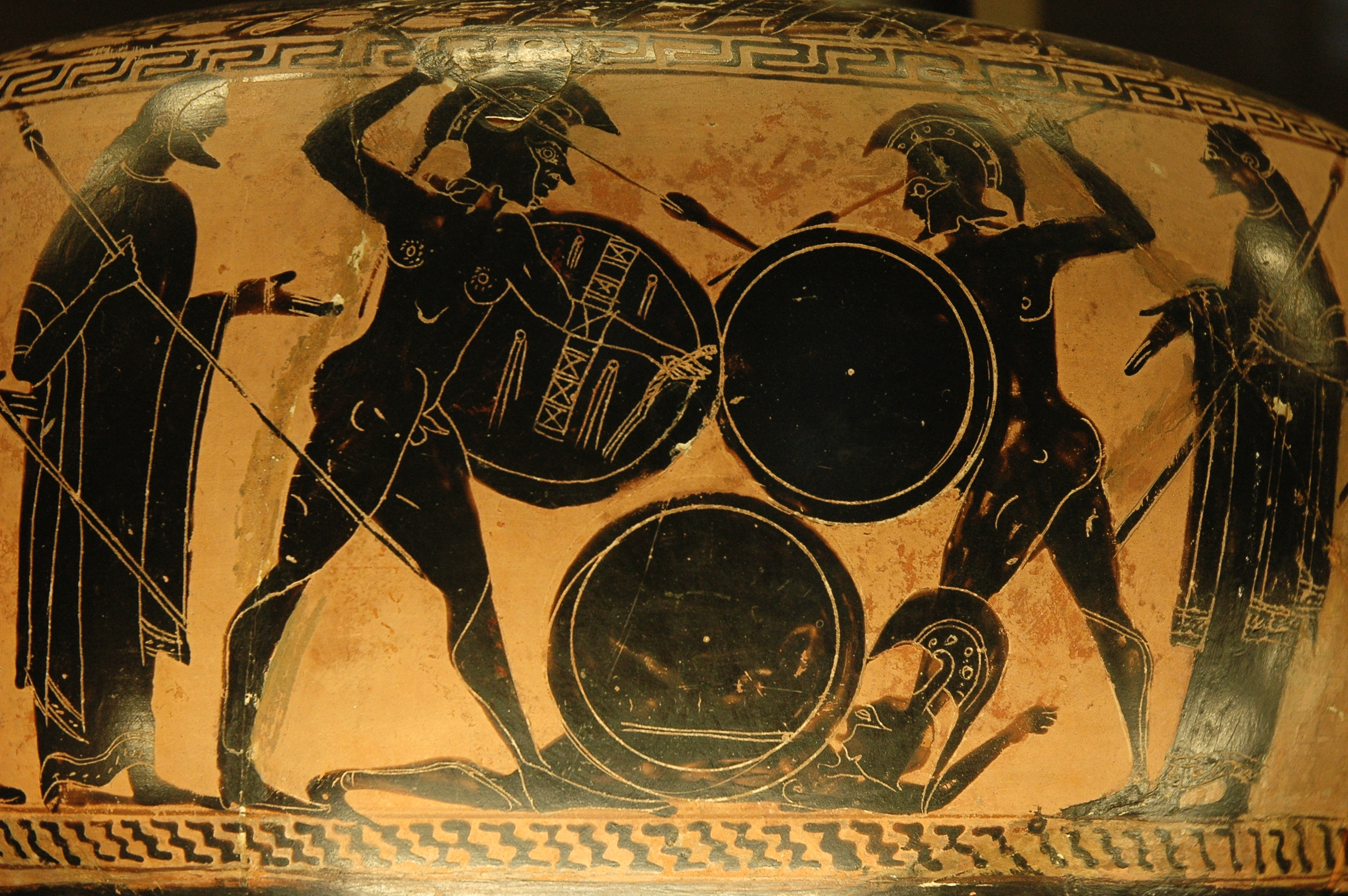
Keramika s hoplity
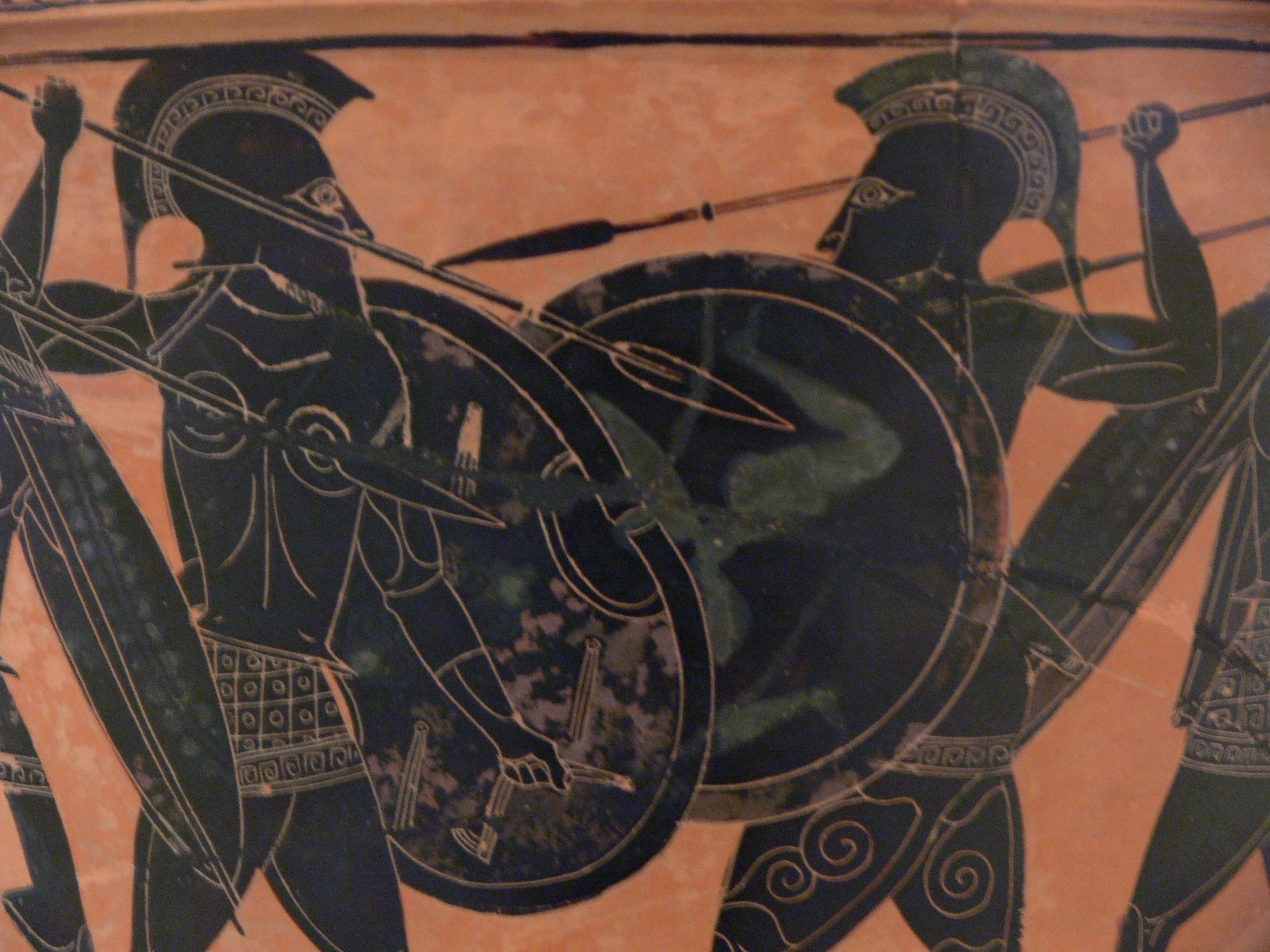
Keramika s hoplity
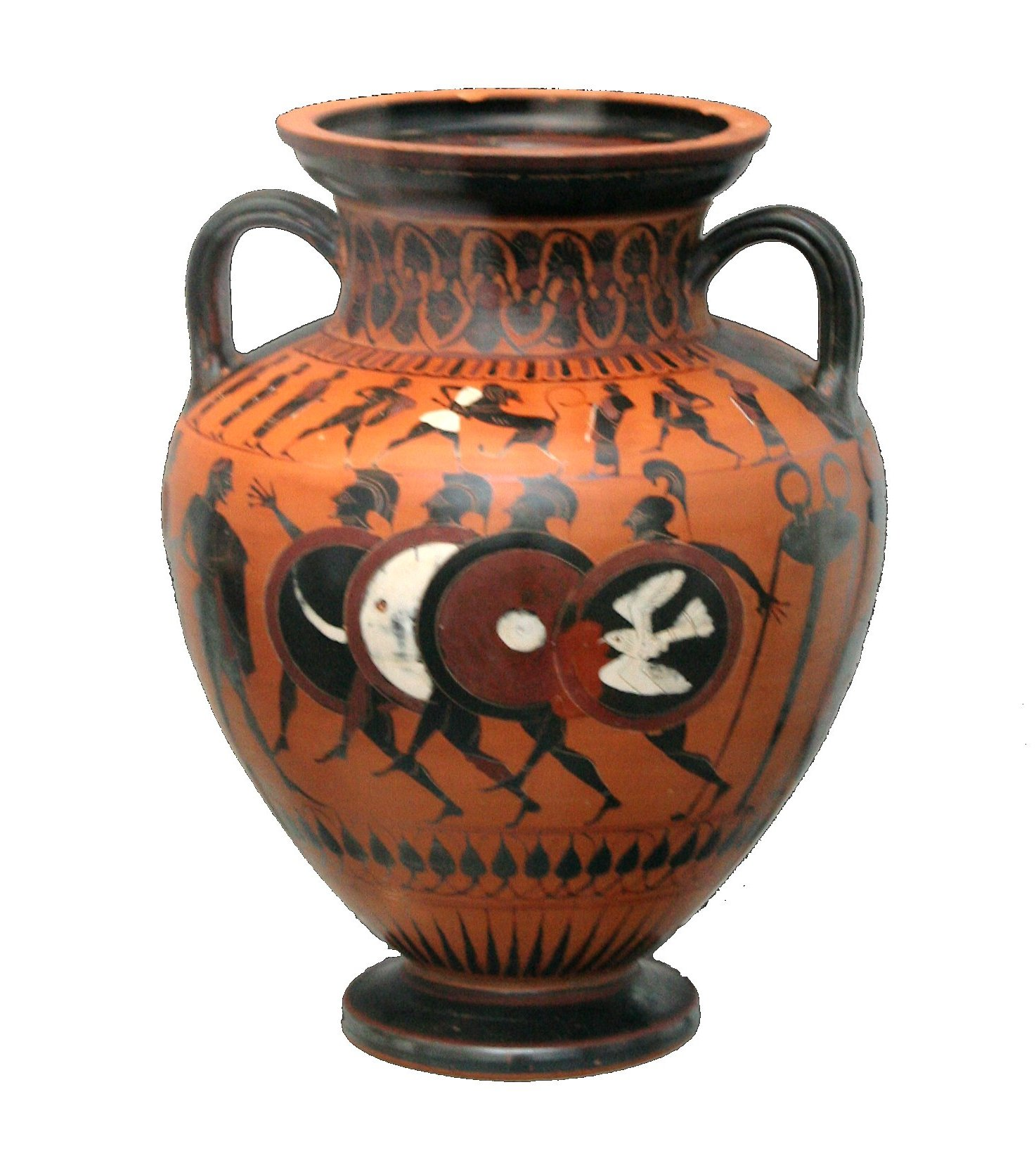
Keramika s hoplity
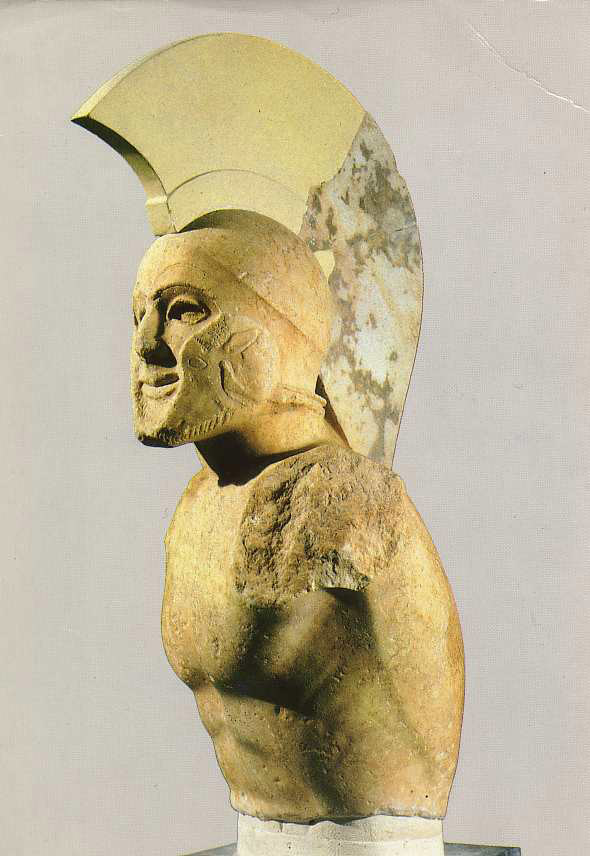
Leónidás I
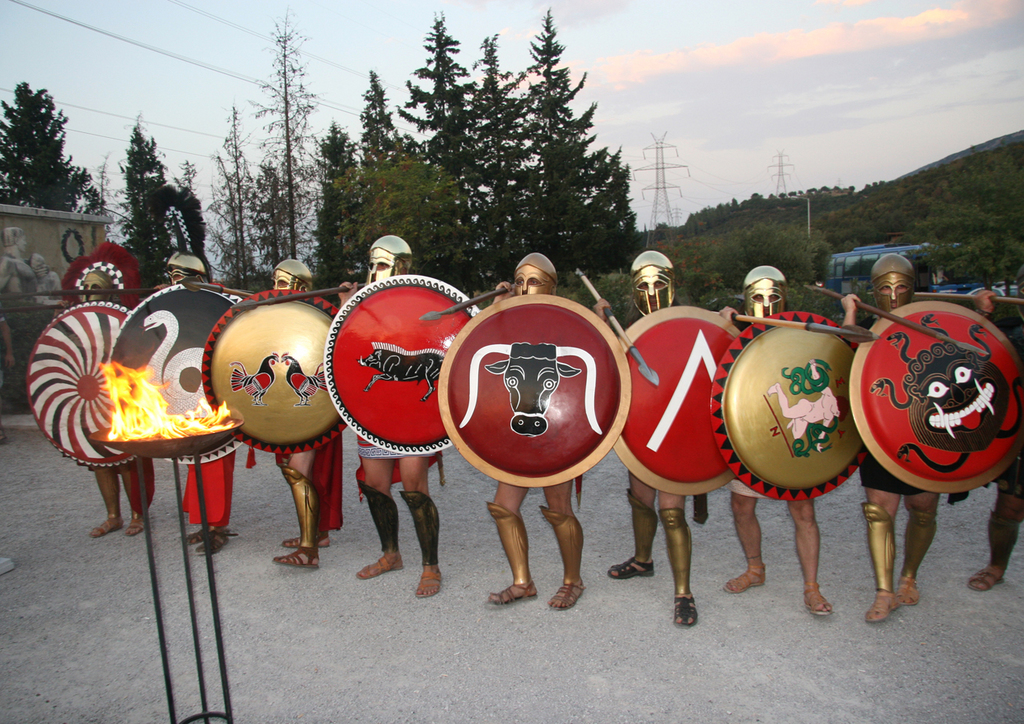
Novodobá rekonstrukce